# Abatia angeliana
Abatia angeliana es una especie de planta del género Abatia. Se encuentra en Brasil y en la provincia de Misiones. Es un arbusto perenne.

## Sinónimos
- Aphaerema spicata Miers